# Mirador del Obispado

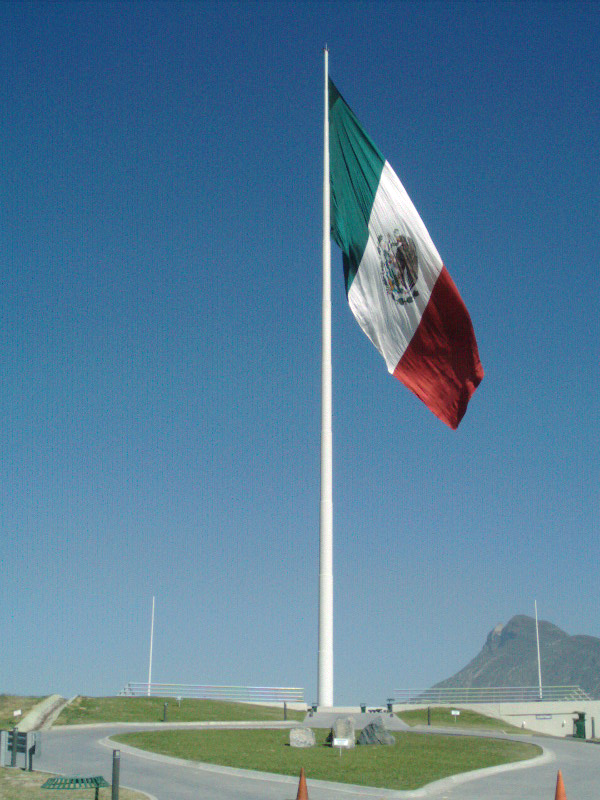
Monumentale vlag op de Cerro del Obispado

De Mirador del Obispado is een monumentale Mexicaanse vlag op de top van de Cerro del Obispado ("Berg van het Bisschoppelijk Paleis") in de stad Monterrey in het noordoosten van Mexico. De vlag is de grootste van Mexico. De berg en het uitkijkpunt danken hun naam aan het Bisschoppelijk Paleis dat in de 18e eeuw op de berg is gebouwd.
Met een hoogte van 775 meter boven zeeniveau biedt het uitkijkpunt een prachtig uitzicht over de stad Monterrey en de omringende bergen. De monumentale vlag werd op 24 februari 2005 ingewijd. De vlaggenmast is 100,6 meter hoog en de vlag meet 50 bij 28,6 meter.